# Temporada 1981-82 de los Indiana Pacers
La temporada 1981-82 fue la sexta de los Indiana Pacers en la NBA, tras la fusión de la liga con la ABA, donde había jugado nueve temporadas más. La temporada regular acabó con 35 victorias y 47 derrotas, ocupando el octavo puesto de la conferencia Este, no logrando clasificarse para los playoffs.

## Elecciones en elDraft
| Ronda | Puesto | Jugador        | Posición  | Nacionalidad   | Universidad  |
| ----- | ------ | -------------- | --------- | -------------- | ------------ |
| 1     | 14     | Herb Williams  | Pívot     | Estados Unidos | Ohio State   |
| 2     | 36     | Ray Blume      | Pívot     | Estados Unidos | Oregon State |
| 4     | 83     | Rolando Frazer | Ala-Pívot | Panamá         | Briar Cliff* |

## Temporada regular
| División Central    | División Central | División Central | División Central | División Central | División Central | División Central | División Central | División Central |
| Equipo              | G                | P                | %                | PD               | Casa             | Fuera            | Div              |                  |
| ------------------- | ---------------- | ---------------- | ---------------- | ---------------- | ---------------- | ---------------- | ---------------- | ---------------- |
| y-Milwaukee Bucks   | 55               | 27               | .671             | –                | 31–10            | 24–17            | 24–6             |                  |
| x-Atlanta Hawks     | 42               | 40               | .512             | 13.0             | 24–17            | 18–23            | 15–14            |                  |
| Detroit Pistons     | 39               | 43               | .476             | 16.0             | 23–18            | 16–25            | 19–11            |                  |
| Indiana Pacers      | 35               | 47               | .427             | 20.0             | 25–16            | 10–31            | 14–16            |                  |
| Chicago Bulls       | 34               | 48               | .415             | 21.0             | 22–19            | 12–29            | 12–17            |                  |
| Cleveland Cavaliers | 15               | 67               | .183             | 40.0             | 9–32             | 6–35             | 5–25             |                  |

## Estadísticas
| Rk | Jugador          | Edad | P  | PT | MP   | TC  | TCI  | %TC  | T3  | T3I | %T3  | TL  | TLI | %TL  | RO  | RD  | RT  | AS  | RB  | TAP | BP  | FP  | PTS  |
| -- | ---------------- | ---- | -- | -- | ---- | --- | ---- | ---- | --- | --- | ---- | --- | --- | ---- | --- | --- | --- | --- | --- | --- | --- | --- | ---- |
| 1  | Johnny Davis     | 26   | 82 | 70 | 32.5 | 6.6 | 14.1 | .467 | 0.1 | 0.3 | .185 | 3.8 | 4.8 | .799 | 0.9 | 1.3 | 2.2 | 4.2 | 0.9 | 0.1 | 2.3 | 2.1 | 17.0 |
| 2  | Don Buse         | 31   | 82 | 78 | 30.8 | 3.8 | 8.4  | .455 | 0.9 | 2.3 | .386 | 1.2 | 1.5 | .813 | 0.6 | 2.2 | 2.7 | 5.0 | 2.0 | 0.3 | 1.2 | 2.1 | 9.7  |
| 3  | Herb Williams    | 23   | 82 | 75 | 27.8 | 5.0 | 10.4 | .477 | 0.0 | 0.1 | .286 | 1.5 | 2.3 | .670 | 2.1 | 5.2 | 7.4 | 1.7 | 0.6 | 2.2 | 1.7 | 2.4 | 11.5 |
| 4  | Mike Bantom      | 30   | 39 | 37 | 26.6 | 4.6 | 10.4 | .438 | 0.0 | 0.1 | .333 | 2.6 | 3.9 | .660 | 2.2 | 3.3 | 5.5 | 1.7 | 1.0 | 0.6 | 2.2 | 3.6 | 11.7 |
| 5  | Clemon Johnson   | 25   | 79 | 42 | 25.1 | 3.9 | 8.1  | .487 | 0.0 | 0.0 |      | 1.6 | 2.4 | .651 | 2.3 | 4.9 | 7.2 | 1.6 | 0.8 | 1.4 | 1.7 | 3.1 | 9.5  |
| 6  | Louis Orr        | 23   | 80 | 41 | 24.4 | 4.5 | 9.0  | .497 | 0.0 | 0.1 | .125 | 2.5 | 3.2 | .799 | 1.6 | 2.6 | 4.1 | 1.7 | 0.7 | 0.3 | 1.7 | 2.3 | 11.5 |
| 7  | Billy Knight     | 29   | 81 | 19 | 22.3 | 4.7 | 9.4  | .495 | 0.1 | 0.4 | .281 | 2.9 | 3.5 | .826 | 1.2 | 2.0 | 3.2 | 1.5 | 0.8 | 0.2 | 1.7 | 1.6 | 12.3 |
| 8  | Tom Owens        | 32   | 74 | 40 | 21.6 | 4.0 | 8.6  | .470 | 0.0 | 0.0 | .500 | 2.4 | 3.1 | .801 | 1.9 | 3.1 | 5.0 | 1.7 | 0.6 | 0.5 | 1.9 | 3.5 | 10.5 |
| 9  | George McGinnis  | 31   | 76 | 4  | 17.6 | 1.9 | 5.0  | .373 | 0.0 | 0.0 | .000 | 0.9 | 2.1 | .453 | 1.2 | 4.0 | 5.2 | 2.7 | 1.3 | 0.4 | 1.7 | 2.6 | 4.7  |
| 10 | Jerry Sichting   | 25   | 51 | 0  | 15.7 | 1.8 | 3.8  | .469 | 0.0 | 0.2 | .111 | 0.6 | 0.7 | .763 | 0.3 | 0.8 | 1.1 | 2.3 | 0.6 | 0.0 | 0.8 | 1.2 | 4.2  |
| 11 | Butch Carter     | 23   | 75 | 0  | 13.8 | 2.5 | 5.4  | .468 | 0.1 | 0.3 | .320 | 0.8 | 0.9 | .829 | 0.4 | 0.7 | 1.1 | 0.8 | 0.5 | 0.1 | 0.7 | 1.5 | 5.9  |
| 12 | George Johnson   | 25   | 59 | 4  | 12.2 | 2.0 | 4.9  | .412 | 0.0 | 0.0 | .000 | 1.0 | 1.4 | .750 | 1.2 | 2.5 | 3.7 | 0.7 | 0.6 | 0.4 | 1.2 | 2.5 | 5.1  |
| 13 | Raymond Townsend | 26   | 14 | 0  | 6.8  | 0.8 | 2.9  | .268 | 0.1 | 0.6 | .222 | 0.8 | 1.4 | .550 | 0.1 | 0.8 | 0.9 | 0.7 | 0.2 | 0.0 | 0.4 | 1.3 | 2.5  |